# Holaspis
Holaspis is een geslacht van hagedissen uit de familie echte hagedissen (Lacertidae). 

## Naam en indeling
De wetenschappelijke naam van de groep werd voor het eerst voorgesteld door John Edward Gray in 1863. Er zijn twee soorten die al sinds 1896 bekend zijn. 

## Verspreiding en habitat
De hagedissen komen voor in delen van oostelijk Afrika en leven in de landen Angola, Benin, Centraal-Afrikaanse Republiek, Congo-Kinshasa, Equatoriaal-Guinea, Gabon, Ghana, Ivoorkust, Kameroen, Malawi, Mozambique, Nigeria, Oeganda, Sierra Leone, Tanzania en Togo. Er zijn nog wel meer soorten echte hagedissen die in Afrika leven, maar deze komen meer in het westen voor, zoals soorten uit het geslacht Adolfus.

## Uiterlijke kenmerken
De soorten worden ook wel blauwstaartboomhagedissen genoemd, omdat ze een blauwe staart hebben en in tegenstelling tot vrijwel alle andere echte hagedissen meer in bomen leven in plaats van op de grond of muurtjes. Met name de soort Holaspis guentheri (ook wel zaagtandstaarthagedis) is een bekende soort omdat deze weleens wordt aangeboden in de dierenhandel. Beide soorten hebben een opvallende, azuurblauwe staart. De zijkanten van de staart doe sterk zaagachtig aan vanwege de sterk uit-stekende schubben en door de tekening van rode, blauwe en gele lijnen en vlekken aan de staart.

## Levenswijze
Beide soorten kunnen het lichaam extreem afplatten, dit doen ze om te zonnen maar ook om een soort duikvlucht te maken en zo verder van boom tot boom te springen. Een dergelijk trucje is ook bekend van een aantal andere hagedissen zoals agamen en gekko's. Bij de echte hagedissen zijn deze twee soorten de enige die dit trucje kennen.

## Soorten
Het geslacht omvat de volgende soorten, met de auteur en het verspreidingsgebied.
| Naam               | Auteur       | Verspreidingsgebied |
| ------------------ | ------------ | --- |
| Holaspis guentheri | Gray, 1863   | Benin, Gabon, Equatoriaal-Guinea, Congo-Kinshasa, Kameroen, Centraal-Afrikaanse Republiek, Ghana, Nigeria, Oeganda, Angola, Tanzania, Malawi, Mozambique, Ivoorkust, Togo |
| Holaspis laevis    | Werner, 1896 | Sierra Leone, Ghana, Nigeria, Kameroen, Equatoriaal-Guinea, Congo-Kinshasa, Oeganda, Tanzania, Malawi, Mozambique, Ivoorkust, Benin, Togo                                 |